# 田名
- 日本 > 神奈川県 > 相模原市 > 中央区 > 田名・田名塩田・水郷田名
- 日本 > 神奈川県 > 相模原市 > 緑区 > 田名

田名（たな）は、神奈川県相模原市中央区の地名である。一部は同市緑区に跨がる。
- 中央区大字田名。郵便番号は252-0244（相模原郵便局管轄）[3]。

1. 田名塩田（たなしおだ）。住居表示実施区域であり、田名塩田一丁目から田名塩田四丁目まである。郵便番号は252-0245（相模原郵便局管轄）[6]。
2. 水郷田名（すいごうたな）。住居表示実施区域であり、水郷田名一丁目から水郷田名四丁目まである。郵便番号は252-0246（相模原郵便局管轄）[7]。

- 緑区大字田名。郵便番号は252-0124（橋本郵便局管轄）[4]。

また、田名村（たなむら）は、かつて神奈川県（相模国）高座郡にあった村である。本項で合わせて述べる。

## 概要
神奈川県相模原市中央区の西部に位置し、一部は緑区に属する。近世以降は相模国高座郡田名村と呼ばれ、1889年（明治22年）4月1日の町村制施行にともなう明治の大合併の際にも単独で神奈川県高座郡田名村となった。1941年（昭和16年）4月29日に上溝町、座間町ほか5村と合併して神奈川県高座郡相模原町の一部となり、同町の大字田名となる。1954年（昭和29年）11月20日の市制施行により相模原市大字田名、さらに2010年（平成22年）4月1日の相模原市の政令指定都市移行により大部分が同市中央区、一部が緑区（北緯35度33分48.3秒 東経139度19分42.2秒 / 北緯35.563417度 東経139.328389度）に属することになった。2002年（平成14年）6月1日および2005年（平成17年）7月2日に一部で住居表示を実施し、田名塩田一丁目〜四丁目（北緯35度31分48.5秒 東経139度21分23.3秒 / 北緯35.530139度 東経139.356472度）、水郷田名一丁目〜四丁目（北緯35度32分42秒 東経139度19分57.6秒 / 北緯35.54500度 東経139.332667度）が分離している。

## 地理
相模川左岸に大きく分けて3段の河岸段丘からなる相模原台地のうち「中段」（田名原面）と「下段」（陽原（みなはら）面）にまたがり、これに相模川の現河床に沿った氾濫原を加えた3段の平坦面からなる。このうち最も広い面積を占めるのは田名原面で、陽原面は当大字西部の相模川沿いに細長く分布するほか、南部で広がりを見せる。相模川は、北隣の大字大島から続く上流側では比高約50mの段丘崖のすぐ下を河道としており、久所（ぐぞ、水郷田名）から下流で氾濫原を形成するがその幅は狭く、最も広い所でも現に水の流れている川岸から段丘崖まで700mに満たない。
田名原面と陽原面の境となる段丘崖に沿い、主にハケ（段丘崖）の湧水を水源とする八瀬川が流れ、北端の大字下九沢との境界を鳩川が流れるほかは、それぞれの段丘面上を流れる河川はなく、平坦な地形ではあるが地下水位が低く水を得るのが困難であった。したがって古くからの集落は辛うじて水の得られる鳩川沿い（葛輪：くずわ）、田名原面と陽原面間の段丘崖沿い（堀之内、半在家）、相模川沿いの段丘上（清水、陽原（みなばら）、望地（もうち）、塩田（しょだ、しおだ）。ただし水場は段丘崖の下である）、氾濫原内の自然堤防上（滝、久所＝水郷田名）に分布する。後に遅れて田名原面上の四ッ谷、新宿の集落が成立した。水田として利用できたのは八瀬川沿いのごく狭い谷の部分と相模川沿いの氾濫原のみであり、望地の段丘崖下の氾濫原を利用して開かれた水田地帯を「望地田んぼ」と呼ぶ。広い面積を占める段丘面上は水が得られないため水田として利用できず畑地として利用され、特に養蚕が盛んであった明治から昭和初期にかけては桑畑が広がっていた。養蚕の衰退後は主に野菜が生産されている。
平坦な地形でありながら国鉄（現JR東日本）横浜線の各駅から離れていたために宅地化の波及が遅れたこと、また東に隣接する大字上溝との境界に沿って国道129号のバイパス（現在は本道）が建設されてトラック輸送の便に恵まれていたことから、市の誘致策もあって1960年代以降、大小さまざな工場が進出した。三菱重工業と新キャタピラー三菱（現キャタピラージャパン）の大きな工場を核とする北部の田名工業団地とこれに付随する清水原工業団地および赤坂工業団地は市内を代表する工業地区である。2000年代に入り、南部の塩田地区でテクノパイル田名工業団地の造成が始まり、中小の先端技術産業の誘致が進められている。また、あわせて段丘崖下の陽原面上で旧集落部分も含めた全面的な区画整理事業が行われ、住宅団地の造成が進められた。この区域では2002年（平成14年）に住居表示が実施されて田名塩田として分離した（工業団地区域が一丁目、住宅団地区域が二丁目〜四丁目）。
相模川沿いの自然堤防上の久所地区は戦国時代には北関東と小田原を結ぶ街道が、また江戸時代には同じ道を利用した大山道（八王子通り）が相模川を渡る地点に成立した渡津集落としての機能を持った。古くは「鮎川」と呼ばれたとされる相模川はアユ漁が盛んであり、風光明媚な景観と相まって大正期以降、久所地区は東京や横浜からの手頃な行楽地として水郷田名の名で知られるようになった。これは長らく周辺の鉄道各駅からのバス路線の終点名として用いられ、さらに2005年（平成17年）に久所地区で住居表示が実施された際の新町名として採用された。久所地区の氾濫原は望地田んぼとともに相模原市内で数少ない水田地帯であったが、1970年代後半以降の宅地造成によって水田のほとんどが消滅した。
1970年代には段丘面上にもようやく宅地化の波が及び、横浜線各駅（淵野辺駅、相模原駅、橋本駅）との間にバスの便のある北西部で農地から宅地への転用が進行している。

### 河川
- 相模川
- 鳩川
- 八瀬川

### 地価
住宅地の地価は、2023年（令和5年）1月1日の公示地価によれば、田名字石神平4312番3の地点で9万8000円/m2となっている。

## 歴史
相模川沿いの段丘崖上には早くから集落の形成が見られたと考えられており、塩田（田名塩田三丁目）には後期旧石器時代末の遺跡とされる田名向原遺跡がある。
古代以降は相模国高座（たかくら）郡に属した。高座郡内に設置された郷の一つとして『和名類聚抄』に記載のある塩田郷が当大字内の塩田周辺に比定されている。
江戸時代には高座郡田名村とされ、後期には隣接する大島村とともに全域が下野烏山藩の飛び地領となった。これはほとんどの村が相給とされた相模原地域、また高座郡北部では珍しい例である。烏山藩の支配の下、幕末の1858年（安政5年）には久所の自然堤防東側の水田に相模川本流から水を引き込むための用水（烏山用水）が建設されたが、1860年（万延元年）洪水によって堤防が決壊し用水は破損してしまった。地元の有力農民であった江成久兵衛がこの復旧に乗り出し、28年の年月と私財をかけて築堤事業を進めた。彼の築いた堤防は「久兵衛堤防」と呼ばれたが、現存しない。
村内には薪炭の確保に適した山林がなく、相模川対岸（津久井県 小倉村、現・緑区小倉）の山地に入会地を持っていた。また後には台地上段（相模原面）に広がる原野（相模野）の一部が分割されて当村の飛び地となった。段丘面上の集落では幕末以降、横浜港での生糸貿易の発展にあわせて養蚕と生糸の生産が盛んになったが、本格的な製糸業の発展にはつながらなかった。
1871年（明治4年）7月14日の廃藩置県により烏山藩は烏山県となり、同年11月の府県再編で神奈川県に編入された。1889年（明治22年）4月1日の町村制施行の際に単独で高座郡田名村となったが、その際に相模原面（上段）上の飛び地は溝村（のち上溝町）に編入された（現・中央区横山台付近）。1941年（昭和16年）4月29日の合併で高座郡相模原町の一部となり、相模原町は1954年（昭和29年）11月20日に相模原市となった。相模原町発足の際に旧田名村の区域は同町の大字田名として田名出張所（のち支所、分室を経て再び出張所、現まちづくりセンター）の管内とされた。1970年（昭和45年）10月1日、大字大島との境界に近い区域が大沢出張所管内に変更され、この区域が2010年（平成22年）4月1日の政令指定都市移行の際に緑区の一部となった。当大字の大部分を占める残りの区域は中央区の一部となった。

### 沿革
- 江戸時代後期 - 下野烏山藩の飛び地領となる。
- 1858年（安政5年） - 烏山用水建設
- 1860年（万延元年） - 相模川の洪水による水害
- 1871年（明治4年）7月14日 - 廃藩置県。烏山藩が烏山県となる。
- 1871年（明治4年）11月14日 - 府県統合により神奈川県に編入。
- 1889年（明治22年）4月1日 - 町村制施行。単独で高座郡田名村となる。
- 1894年（明治27年） - 江成久兵衛の築堤事業完了。
- 1941年（昭和16年）4月29日 - 上溝町ほか1町4村と合併、高座郡相模原町の大字田名となる。
- 1954年（昭和29年）11月20日 - 相模原町が市制施行、相模原市となる。
- 2002年（平成14年）6月1日 - 塩田地区で住居表示実施、田名塩田一丁目〜四丁目となる。
- 2005年（平成17年）7月2日 - 滝、久所地区で住居表示実施、水郷田名一丁目〜四丁目となる。塩田地区の一部を田名塩田二丁目・三丁目に編入。
- 2010年（平成22年）4月1日 - 相模原市が政令指定都市に移行。大字田名の大部分（田名出張所および上溝出張所管内）が中央区、一部（大沢出張所管内）が緑区となる。

### 史跡
- 田名向原遺跡

### 神社・寺院
- 田名八幡宮
- 石神社
- 宗祐寺
- 南光寺
- 向得寺

## 大字田名

### 世帯数と人口
2020年（令和2年）10月1日現在（国勢調査）の世帯数と人口（総務省調べ）は以下の通りである。
| 区     | 大字 | 世帯数     | 人口     |
| ------ | ---- | ---------- | -------- |
| 中央区 | 田名 | 9,535世帯  | 23,866人 |
| 緑区   | 田名 | 543世帯    | 1,396人  |
| 計     | 計   | 10,078世帯 | 25,262人 |

#### 人口の変遷
国勢調査による人口の推移。
| 年                 | 人口   |
| ------------------ | ------ |
| 1995年（平成7年）  | 27,095 |
| 2000年（平成12年） | 29,221 |
| 2005年（平成17年） | 24,785 |
| 2010年（平成22年） | 25,634 |
| 2015年（平成27年） | 25,363 |
| 2020年（令和2年）  | 25,262 |

#### 世帯数の変遷
国勢調査による世帯数の推移。
| 年                 | 世帯数 |
| ------------------ | ------ |
| 1995年（平成7年）  | 8,394  |
| 2000年（平成12年） | 9,464  |
| 2005年（平成17年） | 8,652  |
| 2010年（平成22年） | 9,294  |
| 2015年（平成27年） | 9,417  |
| 2020年（令和2年）  | 10,078 |

### 学区
市立小・中学校に通う場合、学区は以下の通りとなる（2018年2月現在）
| 区     | 番地 | 小学校                 | 中学校                 |
| ------ | --- | ---------------------- | ---------------------- |
| 中央区 | 2463の3・4・10・11、2494の2～2517 2623～2629、2642～2975、3496～3533 3565～3588 | 相模原市立九沢小学校   | 相模原市立大沢中学校   |
| 中央区 | 2460の3、2461の3 | 相模原市立大沢小学校   | 相模原市立大沢中学校   |
| 中央区 | 1167～2178、2214、2218～2225、2227～2246 2275～2327の7、2327の9〜11、2328、2330 2430の1、2464～2469、2474～2494の1 2976～3495、3534～3564、3589～3985 4021～4047、4104の5、4104の10 4119～4124の1、4124の4、4125の6 4126（枝番無し）、4126の5、4127の5 4128の1・7、4129〜4130、4132～4136 4137の2、4152の2、4153〜4154、4155の2 4436の2、4437の1、4438～4679の1 4679の6・10、4680～4687、4689～4790 4870の2、4871 | 相模原市立田名北小学校 | 相模原市立田名中学校   |
| 中央区 | 4241～4283、4350～4436の1、4436の5 4437の2、4679の2・7、4791～4870の1 4870の5～6、4872～6812、6813の3、6814の3 6819～6852、7567の3・6・9、7568の3 7569の3、7570、7571の1、7572の3・6 7573～7577の1、7578の1、7579の3、7580の3 7581～7603の1、7605の1、7606の1 7607～7623の1、7624の3、7625の3、7626の3 7627の3、7628の3、7629の3、7630の3、7631の3 7632の3、7633の3、7634の3、7635の3 7636～8465、8467～8613、9363～9385 9437～9563、9565の1、9565の4〜7、9641〜9642 9644～9704、10930～11991                                                                                                   | 相模原市立田名小学校   | 相模原市立田名中学校   |
| 中央区 | 8466、8667～9362、9386～9436、9564 9565の2・3、9566～9639、9643、9790～9963 9964の3、9965の3、9966、9967の3、9968の3 9969の3、9970〜9971、9973の3、9974の3 9976の3、9977の3、9978の3、9981の2、10004の3 10005の3、10008の3、10009の3、10012の3 10013の3、10014〜10015、10018～10044 10333～10928 | 相模原市立夢の丘小学校 | 相模原市立田名中学校   |
| 中央区 | 3986、3987の1、4003の1、4006の4・5、4007の1 4008～4020、4048～4104の2、4104の6 4105～4117の1、4117の4、4118、4124の8 4125の1、4126の1、4126の6〜7、4127の1 4128の3、4137の1、4138～4152の1、4152の5～12 4155の1、4156～4187、4188の2～4240 4284～4349 | 相模原市立新宿小学校   | 相模原市立田名中学校   |
| 中央区 | 3987の2、3988～4002、4003の4・4004～4006の1 4007の2、4188の1、6813の1、6814の1 6814の6・12、6815～6818、6853～7567の1 7568の1、7569の1、7571の2、7572の1、7577の2 7578の2、7579の1、7580の1、7603の2、7604の1 7605の2、7606の1、7623の2・7624の1、7625の1 7626の1、7627の1、7628の1、7629の1、7630の1 7631の1、7632の1、7633の1、7634の1、7635の1 9964の1、9965の1、9967の1、9968の1、9969の1 9972、9973の1、9974の1、9975、9976の1 9977の1、9978の1、9979～9981の1、9982の1 9983～10004の1、10005の1、10006～10008の1 10009の1、10010～10012の1、10013の1 10016〜10017、10067の1、10068～10149 | 相模原市立新宿小学校   | 相模原市立上溝南中学校 |
| 緑区   | 2523、2526～2529、2563～2622 2630～2637の5 | 相模原市立九沢小学校   | 相模原市立大沢中学校   |
| 緑区   | 2179～2210、2215～2217、2247～2274、2338 2341、2342の1、2342の4〜5、2345～2391 2395の2、2421～2424、2431～2457の2 2520～2522、2524〜2525 | 相模原市立大沢小学校   | 相模原市立大沢中学校   |
| 緑区   | 2211～2213、2226、2327の8・12、2329 2331～2337、2339〜2340、2342の3、2344の2 2392、2393の5～7、2394、2397～2418、2426の2 2427の2、2428の2、2429の2、2430の3～5 | 相模原市立田名北小学校 | 相模原市立田名中学校   |

- なお、以下の番地は指定変更許可区域。
  - 田名3986、3987の1、4003の1、4006の4・5、4007の1、4008～4020、4048～4104の2・6、4105～4117の1・4、4118、4124の8、4125の1、4126の1・6〜7、4127の1、4128の3、4137の1、4138～4152の1、4152の5～12、4155の1、4156～4187、4188の2～4240、4284～4349、8667～9362、10333～10928

### 事業所
2021年（令和3年）現在の経済センサス調査による事業所数と従業員数は以下の通りである。
| 区     | 事業所数    | 従業員数 |
| ------ | ----------- | -------- |
| 中央区 | 1,086事業所 | 13,231人 |
| 緑区   | 45事業所    | 343人    |
| 計     | 1,131事業所 | 13,574人 |

#### 事業者数の変遷
経済センサスによる事業所数の推移。なお、中央区と緑区の各所を合算したものである。
| 年                 | 事業者数 |
| ------------------ | -------- |
| 2016年（平成28年） | 1,108    |
| 2021年（令和3年）  | 1,131    |

#### 従業員数の変遷
経済センサスによる従業員数の推移。なお、中央区と緑区の各所を合算したものである。
| 年                 | 従業員数 |
| ------------------ | -------- |
| 2016年（平成28年） | 16,651   |
| 2021年（令和3年）  | 13,574   |

## 田名塩田

### 世帯数と人口
2020年（令和2年）10月1日現在（国勢調査）の世帯数と人口（総務省調べ）は以下の通りである。
| 丁目           | 世帯数    | 人口    |
| -------------- | --------- | ------- |
| 田名塩田一丁目 | 18世帯    | 59人    |
| 田名塩田二丁目 | 376世帯   | 1,031人 |
| 田名塩田三丁目 | 684世帯   | 1,732人 |
| 田名塩田四丁目 | 193世帯   | 625人   |
| 計             | 1,271世帯 | 3,447人 |

#### 人口の変遷
国勢調査による人口の推移。
| 年                 | 人口  |
| ------------------ | ----- |
| 2005年（平成17年） | 2,671 |
| 2010年（平成22年） | 3,412 |
| 2015年（平成27年） | 3,479 |
| 2020年（令和2年）  | 3,447 |

#### 世帯数の変遷
国勢調査による世帯数の推移。
| 年                 | 世帯数 |
| ------------------ | ------ |
| 2005年（平成17年） | 861    |
| 2010年（平成22年） | 1,145  |
| 2015年（平成27年） | 1,209  |
| 2020年（令和2年）  | 1,271  |

### 学区
市立小・中学校に通う場合、学区は以下の通りとなる（2018年2月現在）
| 丁目           | 番地 | 小学校                 | 中学校               |
| -------------- | ---- | ---------------------- | -------------------- |
| 田名塩田一丁目 | 全域 | 相模原市立夢の丘小学校 | 相模原市立田名中学校 |
| 田名塩田二丁目 | 全域 | 相模原市立夢の丘小学校 | 相模原市立田名中学校 |
| 田名塩田三丁目 | 全域 | 相模原市立夢の丘小学校 | 相模原市立田名中学校 |
| 田名塩田四丁目 | 全域 | 相模原市立夢の丘小学校 | 相模原市立田名中学校 |

### 事業所
2021年（令和3年）現在の経済センサス調査による事業所数と従業員数は以下の通りである。
| 丁目           | 事業所数  | 従業員数 |
| -------------- | --------- | -------- |
| 田名塩田一丁目 | 90事業所  | 2,975人  |
| 田名塩田二丁目 | 24事業所  | 225人    |
| 田名塩田三丁目 | 54事業所  | 751人    |
| 田名塩田四丁目 | 39事業所  | 492人    |
| 計             | 207事業所 | 4,443人  |

#### 事業者数の変遷
経済センサスによる事業所数の推移。
| 年                 | 事業者数 |
| ------------------ | -------- |
| 2016年（平成28年） | 183      |
| 2021年（令和3年）  | 207      |

#### 従業員数の変遷
経済センサスによる従業員数の推移。
| 年                 | 従業員数 |
| ------------------ | -------- |
| 2016年（平成28年） | 3,845    |
| 2021年（令和3年）  | 4,443    |

## 水郷田名

### 世帯数と人口
2020年（令和2年）10月1日現在（国勢調査）の世帯数と人口（総務省調べ）は以下の通りである。
| 丁目           | 世帯数    | 人口    |
| -------------- | --------- | ------- |
| 水郷田名一丁目 | 253世帯   | 685人   |
| 水郷田名二丁目 | 532世帯   | 1,316人 |
| 水郷田名三丁目 | 424世帯   | 950人   |
| 水郷田名四丁目 | 121世帯   | 209人   |
| 計             | 1,330世帯 | 3,160人 |

#### 人口の変遷
国勢調査による人口の推移。
| 年                 | 人口  |
| ------------------ | ----- |
| 2005年（平成17年） | 3,633 |
| 2010年（平成22年） | 3,434 |
| 2015年（平成27年） | 3,356 |
| 2020年（令和2年）  | 3,160 |

#### 世帯数の変遷
国勢調査による世帯数の推移。
| 年                 | 世帯数 |
| ------------------ | ------ |
| 2005年（平成17年） | 1,245  |
| 2010年（平成22年） | 1,243  |
| 2015年（平成27年） | 1,268  |
| 2020年（令和2年）  | 1,330  |

### 学区
市立小・中学校に通う場合、学区は以下の通りとなる（2018年2月現在）
| 丁目           | 番地          | 小学校                 | 中学校               |
| -------------- | ------------- | ---------------------- | -------------------- |
| 水郷田名一丁目 | 2番35号～37号 | 相模原市立田名北小学校 | 相模原市立田名中学校 |
| 水郷田名一丁目 | その他        | 相模原市立田名小学校   | 相模原市立田名中学校 |
| 水郷田名二丁目 | 全域          | 相模原市立田名小学校   | 相模原市立田名中学校 |
| 水郷田名三丁目 | 全域          | 相模原市立田名小学校   | 相模原市立田名中学校 |
| 水郷田名四丁目 | 全域          | 相模原市立田名小学校   | 相模原市立田名中学校 |

- なお、田名塩田一丁目から四丁目は指定変更許可区域。

## 事業所
2021年（令和3年）現在の経済センサス調査による事業所数と従業員数は以下の通りである。
| 丁目           | 事業所数 | 従業員数 |
| -------------- | -------- | -------- |
| 水郷田名一丁目 | 23事業所 | 173人    |
| 水郷田名二丁目 | 46事業所 | 309人    |
| 水郷田名三丁目 | 12事業所 | 30人     |
| 水郷田名四丁目 | 12事業所 | 101人    |
| 計             | 93事業所 | 613人    |

### 事業者数の変遷
経済センサスによる事業所数の推移。
| 年                 | 事業者数 |
| ------------------ | -------- |
| 2016年（平成28年） | 104      |
| 2021年（令和3年）  | 93       |

### 従業員数の変遷
経済センサスによる従業員数の推移。
| 年                 | 従業員数 |
| ------------------ | -------- |
| 2016年（平成28年） | 675      |
| 2021年（令和3年）  | 613      |

## 交通

### 鉄道
1920年代後半に省線（現JR）横浜線淵野辺駅から上溝（現JR相模線上溝駅付近）を経て当大字中央部の四ッ谷まで相武電気鉄道の建設が進められたことがあった。1927年（昭和2年）に着工され、路盤工事が完了、車両の発注まで行われたが世界恐慌の影響を受けて工事は中断され、開業に至らずに終わった。同線はさらに相模川を越えて愛甲郡愛川村（現愛川町）の田代まで、淵野辺側も小田原急行鉄道（現小田急電鉄）の鶴川駅まで延長する予定であったという。
現在、当大字を通過する鉄道はない。

### バス

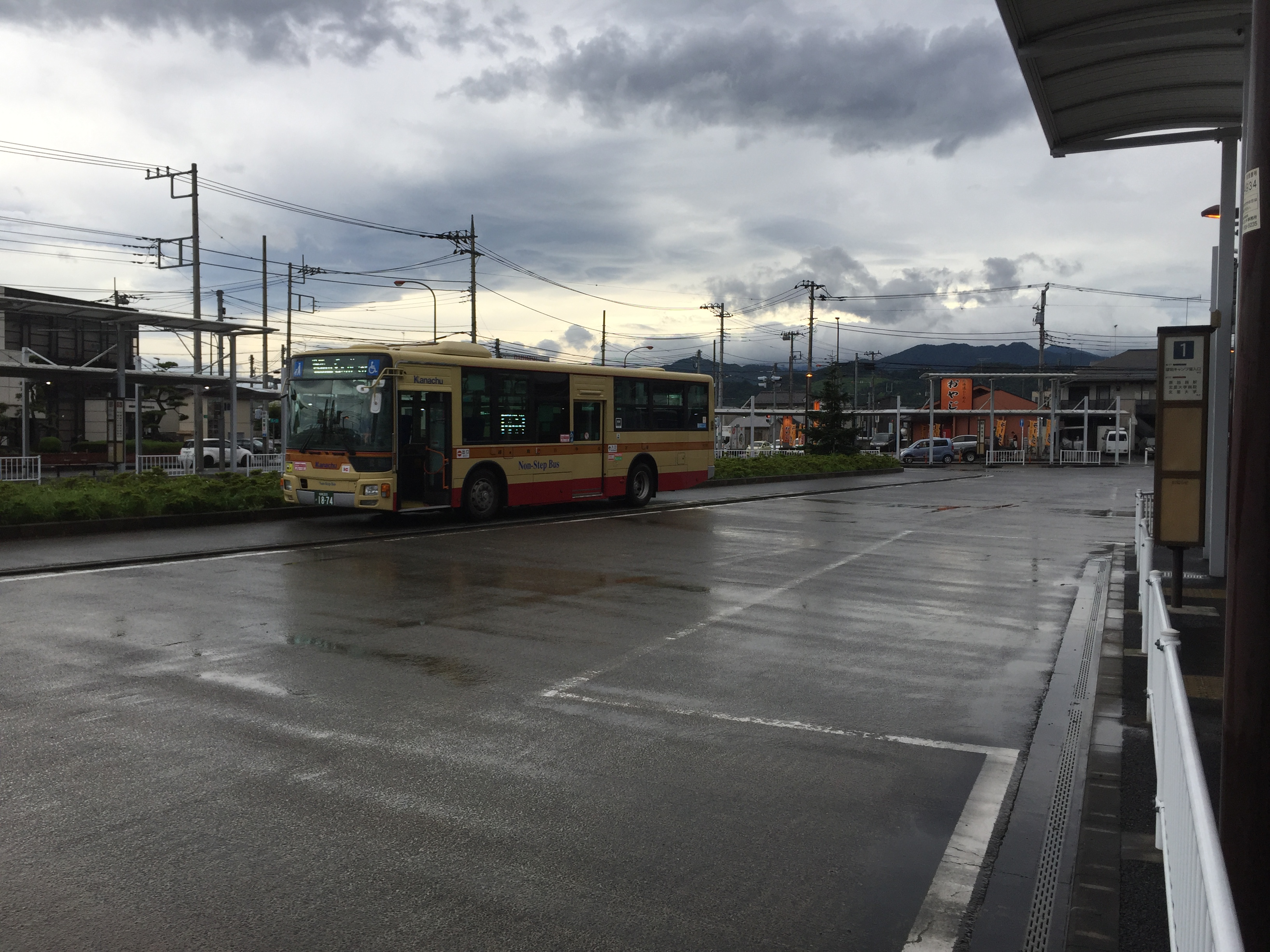
田名バスターミナル

1921年（大正10年）に横浜線橋本駅と久所の間で運行を始めた路線バスは、相模原地域で最も古い路線バスである。現在、神奈川中央交通バスが橋本駅・相模原駅・淵野辺駅・上溝駅・原当麻駅・北里大学病院への路線バスを運行しているほか、隣の愛川町へは、半原と愛川バスセンター（愛川町役場の最寄り）への路線バスを運行している。なお、2003年（平成15年）までは相模大野駅までの路線もあったが、再編により廃止されたため、「北里大学病院・北里大学」バス停での乗り継ぎが必要となる。
2014年（平成26年）4月1日には、上田名バス停の隣接地に「田名バスターミナル」が開設された。上田名バス停は田名バスターミナルに名称変更され、路線の再編を実施している。
なお、毎年8月に行われる相模原納涼花火大会当日は午後以降最終便まで、半原発着（田01系統）を除いて全系統が田名バスターミナルで折り返しとなる（田01系統は高田橋を渡らず、対岸の小沢で折り返す）。

### 道路
- 国道129号
- 神奈川県道48号鍛冶谷相模原線
- 神奈川県道54号相模原愛川線
- 神奈川県道63号相模原大磯線 （旧大山道八王子通り）

### 橋梁
- 高田橋（相模川、県道54号・63号）

## 学校・教育

### 小学校
- 相模原市立田名小学校
- 相模原市立田名北小学校
- 相模原市立新宿小学校

### 中学校
- 相模原市立田名中学校

### 高等学校
- 神奈川県立相模田名高等学校

### 博物館・資料館
- 相模原市立相模川ふれあい科学館
- 相模田名民家資料館

## 産業
※田名塩田、水郷田名の区域も含む

### 農業
- JA相模原市緑化センター

### 工業
- 田名工業団地
  - 三菱重工業 汎用機・特車事業本部
  - GLP ALFALINK相模原
- 清水原工業団地
- 赤坂工業団地
- 東急建設 相模原工場、技術研究所
- テクノパイル田名工業団地
  - 東京濾器 相模原第1工場、相模原第3工場 （工業団地外に相模原第2工場）
  - すかいらーく 神奈川工場
- 興建産業 神奈川営業所・工場

### 商業
- ヨークマート 田名店
- カインズ 相模原塩田店
- スーパーアルプス 塩田店